# 小中華思想
小中華思想（しょうちゅうかしそう）とは朝鮮、ベトナム、日本などの中華文明圏およびそれに影響を受けた国々の中にあって、異なる政治体制をしつつ朝貢国である事を維持した国家の間で広まった思想。自らを「中国王朝（大中華）と並び立つもしくは次する文明国で、中華の一役をなすもの（小中華）」と見なそうとする文化的優越主義思想である。この「文化」とは中国文化のことであり、中華文明をいう。

## 概要

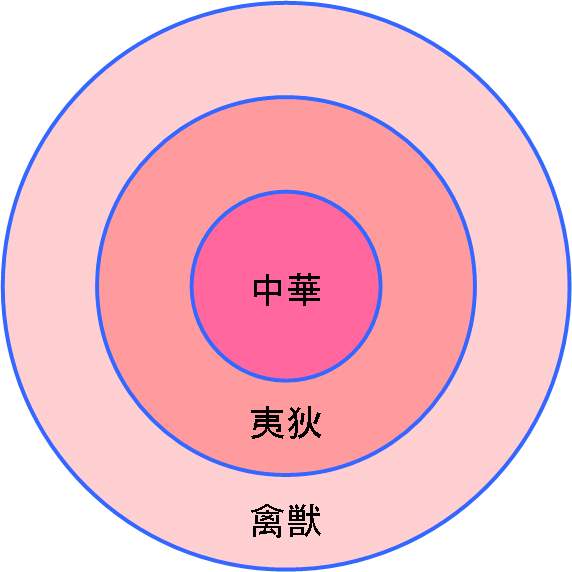
中華思想における華夷秩序

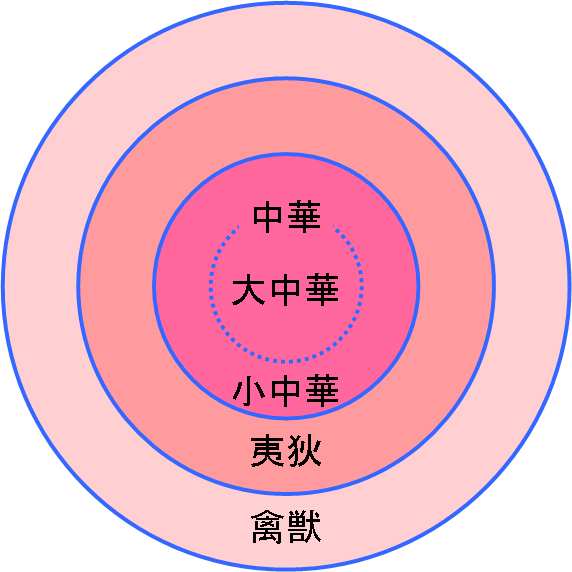
小中華思想における華夷秩序

小中華思想の元となった中華思想は漢民族の文化優越主義から始まり、その周辺諸国にも伝搬した。地理的世界観、政治的世界観も併せ持つに至る。中華思想の基で中国王朝は周辺諸民族を他者化（自他の区別をつけるもの）し、夷狄（文明化しない野蛮人）、禽獣（獣に等しい存在）と蔑む一方、冊封体制（事大朝貢体制）によってその世界観を具現化し、また同時に夷狄の教化に当たった。
中国王朝のこうした世界観はベトナムの歴代王朝にも影響を与えていた。
一方でベトナムでは対外的君主と国内的君主を分離した上皇制度を導入し、皇帝がその諱（本名）を知られて中華皇帝の臣下として扱われるのを避け、皇帝が早い段階で後継者に皇位を譲って太上皇（上皇）となり、宮廷内の最高意思決定と中華皇帝に対する朝貢を行い、内政一般など国内の政治は皇帝が担当していた。このため、中国への朝貢は太上皇が「国王」を名乗って行っており、中国正史とベトナムの正史が伝える国王の在位にはずれが生じているといわれている。
また、日本でも聖徳太子の書「日出處天子致書日沒處天子無恙云云」のように、日本の天皇を一種の中華とみなし、中華皇帝への対抗心がある書簡を送ることや、南北朝期の懐良親王が明の太祖からの朝貢を促す書簡を無礼と見なし、使者を斬り捨てたことに表れるように、中華中心の華夷観を否定し対等外交を志向する向きが強かった。
それに対し朝鮮では中国王朝に従い、積極的に中華文明つまり儒教及びそれに伴う華夷観を受容し、中華に同化することで自国の格上げを図る道を選択した。朝鮮は本来の華夷秩序においては夷狄に相当するものであったが、自らを「中国王朝と共に中華を形成する一部（小中華）」と見なそうとしたのである。朝鮮の中国王朝に対するこうした姿勢は政治的には事大、文化的には慕華（中華を慕う思い）となり、政治的文化的に中華に従うものとして整合性の取れたものであった。しかし朝鮮は時には漢民族以外の中国王朝（金や元、清など）に事大を強いられることもあり、これを事夷と呼び、華夷観と政治的現実の狭間で苦しめられることとなった。（ただし高麗が中国と戦争をしたり、対中解放戦争の独立門が作られるなど反中感情や中華への反発が無かったわけではない）

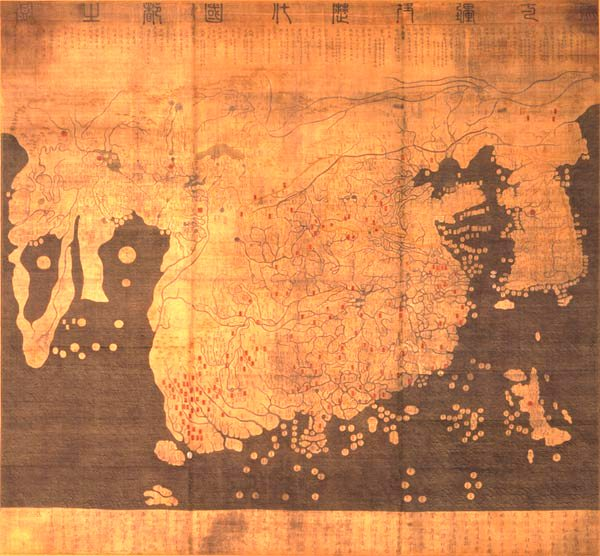
混一疆理歴代国都之図

一方、自らを小中華と見なすことは、周辺諸国を野蛮な夷狄、禽獣として他者化することも意味していた。この自らを華、周辺諸国を夷とする姿勢は、文化的優越主義に止まらず政治的地理的世界観にも表れ、現実はどうであれ「朝鮮は中国王朝と共に世界の中心をなし、周辺諸国を従属させている」と解釈しようと志向した。たとえば李氏朝鮮初期の1402年に製作された「混一疆理歴代国都之図」では、中国が世界の中心に位置し、朝鮮は実情よりかなり拡大された形で描かれている。それに対し日本、琉球、東南アジアはかなり小さく描かれ、方角も誤って描かれている。女真族の居住地であった中国東北地方は曖昧なまま処理されている。
つまりこの地図が描き出した世界観は、明と李朝が中華でありそれ以外の地域は夷であるとするものであった。こうした他者化の論理は、時に国内にも向けられ、中華文明を身につけていない者は同じ朝鮮人でも差別化されることに繋がった。李朝後期の両班達は、自身を「礼義を識り、漢詩漢文を巧みに操り、儒教の経典に精通した中華文明の体現者」と捉え、一方庶民を「夷狄禽獣の類い」と階層的差別意識を露にしていた。
小中華思想の中には、中華思想と同じく、包容の論理が含まれていた。つまり独自の冊封体制、朝貢体制を整え夷狄との交流を図り、あるいは帰化人を受け入れて同化させるといった面も見られた。中華思想において、この他者化と包容、相反する二つの側面は、国力が充実しているときは異民族に開放的になり包容の論理が表れ、政治的に異民族から強い圧迫を受けているときは差別化が強調される傾向を持っていた。小中華思想においても同様の現象が現れ、政治的逆境に置かれた時期こそ文化的優越主義の側面が強く表れることになった。
朝鮮のこうした積極的な中華文明受容の姿勢は、中華に同化することを目指したものであることから、同時に朝鮮独自の文化の発展を阻害することになる。一例を挙げると、李朝前期の世宗が朝鮮独自の文字、ハングルを制定しようとしたとき、官僚を含む知識人階級から「捨中国自同於夷狄」（中国を捨て夷狄に同化する）行為だと反発を受け、ハングルは李朝末期に至るまで諺文と呼ばれて蔑まれ正規の文字になることはなかった。こうした中華文明を尊び独自性を排除しようとする考えは儒者共通のものだが、小中華思想を掲げ中国に倣って科挙体制を取り入れ、儒教を支配理念としていた朝鮮において特に顕著に表れることになる。中世には朝貢属国の筆頭であるとされ、冊封国としての認識が続いた。

## 歴史
朝鮮半島の北西部で中国と直接国境を接しているため、高句麗、百済、新羅などは中国王朝の皇帝から冊封を受けて臣下の礼をとることにより独立の保障を得たり、また、朝鮮半島内の敵対国との抗争に有利な立場を得るため、積極的に中国王朝に事大してきた。
中国で唐が興ると、高句麗に圧迫されていた新羅は、唐の儒教や律令制を始め仏教その他中国の文物を取り入れ勢力を台頭させる。また唐から譴責を受け、独自の年号を廃止して唐の年号を取り入れるなど、唐の皇帝に積極的に臣下の礼を尽くし、隋以来高句麗問題を抱える唐と共に高句麗と百済を滅ぼした。その後、高句麗と百済の旧領の支配権をめぐり唐と対立し（唐・新羅戦争）最終的には朝鮮半島から唐の勢力を追い出すが、旧高句麗領の北部に渤海が興り、共通の敵を持つことで唐と新羅はまた良好な関係に戻る。

### 高麗
高麗の建国期は中国では五代十国の混乱期にあたり、自国の年号と中国王朝の年号を交互に使用することになる。つまり、独自の年号を使用しつつ、中国に安定した政権が現れると事大しその政権の年号を受け入れていた。また宋と遼が並立するようになると、両者に事大し両者の年号を併記した。ただし高麗にとって遼への事大はその武力に従ったもので、宋に対する慕華の念が薄れたわけではなく、北宋と遼、あるいは後に南宋と金、両朝の年号を併記する際にも宋の年号を先に記していた。
現存する文献中「小中華」「小華」の文字の初見はこの頃のもので、宋へ派遣された高麗使節の詩を、宋人が高く評価し詩集にまとめた『小華集』がそれに当たる。この詩集が「小華」と名付けられたことから、朝鮮人は「自己の文化は、中国王朝に準ずる高い水準に達したと、中国人から評価された」と解釈し、以降文化的優越観を込めて「小中華」「小華」の文字が使われ始めることになる。
遼が金に滅ぼされると高麗は金に圧迫されて事大し、宋と金の年号を併記するようになる。その一方で高麗の文化的優越観は高まりを見せ、北宋滅亡後、南宋を西華と呼び「文明の朝は東の天より輝く」と文化的には中国王朝と対等とする自意識が表れる。一方蒙古（元）が勃興すると今度は蒙古に屈服し、蒙古の年号を用いることになる。蒙古による支配は通常の冊封関係とは違い、内政にまで強く干渉してくるものであり、国王は元帝室の娘婿となり、国王以下官僚達は辮髪をし衣冠服飾も元の俗に倣うことになる。この時期、檀君説話が「三国遺事」や「帝王韻紀」にまとめられる。檀君説話はこの時代の文献に始めて見られるものであるが、この檀君説話は箕子朝鮮説話と合わさり、李朝前期の「朝鮮は中国の堯と同じ時期に檀君が建国し、儒教は孔子の生まれる前、箕子によって朝鮮にもたらされた」とする、歴史の長さや儒教の伝統の面でも中華に張り合おうとする主張に繋がることになる。また、元を通じて南宋で起こった朱子学がもたらされることで尊華攘夷の思想が広がり、中国で明が興ると新興の官僚たちは元を夷狄視して親元派と対立することになる。

### 李氏朝鮮

#### 前期
仏教立国であった高麗を滅ぼした李氏朝鮮はその建国の由来からして、慕華崇明の念を強く持つものであった。高麗の一武官であった李成桂は、明の遼東半島攻略を命じられるが、親明事大を標榜し軍を翻して政権を掌握し（威化島回軍）李朝を建国する。また、元の年号、風俗を廃止して明のそれに換え、宋代の朱子の「礼」に依拠した儒教文化に着手し、明の法律である『大明律』の刑法を基準とする暴力的な手段でその定着に努めた。
韓国人学者である鄭容和は、李氏朝鮮の建国者たちが東周を建設し、中原の大中華に次ぐ一つの小中華を建立するという「ある種の意志」があったことを指摘しており、これについて東北師範大学副学長の韓東育は、「（周（東周）の武王によって箕子は朝鮮に封ぜられたが、その東周を建設し、中原の大中華に次ぐ一つの小中華を建立するという意志が李氏朝鮮の建国者たちにあったという）こうした事実は、なぜ朝鮮が積極的に中華秩序、すなわち中国を中心とした世界秩序に参与したのかを理解させる重要な鍵となる。したがって、朝鮮は『檀君朝鮮』ではなく『箕子朝鮮』を根拠として、当時の文明基準であった中華文明秩序の関係の中において文明国家としてのプライドを表現しようとした。すなわち、朝鮮は中国との同質化を通じて周辺国家との格差を浮き彫りにし、朝鮮の東アジア文明共同体内における地位を高めようとしたのである。こうした理由によって、朝鮮国家の根本大法である『経国大典』「礼典」の中に事大的内容を付け加え、それを国内法のシステムとして実際に運用した。朝鮮の為政者たちは、事大表現として朝貢は理の当然なることを認め、『小国の大国に侍奉するは、まさに朝聘と貢献の儀礼を保持すべし』『朝貢は臣下の応に做すべきの事なり』と述べている」と評している。
李朝前期の小中華思想では、高麗期と同様、文化的には中華に次するもしくは並ぶとされていたが、歴史の長さや儒教の伝統でも中華に張り合おうとする主張が見られるなど、朝鮮の文化的優秀性は既に中華王朝と等しいと自己を評価していた。その一方、政治的には明に事大し臣下の礼を尽くすことになる。これは建国時の親明事大政策に併せて、朝鮮性理学の確立により朱子学が朝鮮社会の支配理念になったことにも影響されている。つまり朱子学の大義名分論を受け、明と李朝の関係を明確に君臣関係と位置づけ「今夫以小事大、君臣之分己定、則不度時之難易、不催勢之利害、務盡其誠而己」（事大は君臣の分、難易利害に関わらず誠を尽くすのみ）と、外交上の一手段であったはずの事大政策それそのものが目的に昇華されることになる。こうした結果、李朝では通常の冊封国よりも強く明を奉ることになり、たとえ犯罪者であっても明人であれば勝手に処刑できず、丁重に明へ輸送する慣わしになっていた。そのため、後期倭寇と対峙した武官は、戦闘中に倭人、明人の判別をつけ、明人を生け捕りにするという難題を強いられ、誤って明人倭寇を殺害した武官が処罰を受けることすらあった。これは当時の明が、海禁政策を破って海外渡航した者を自国民と認めない棄民政策を採っていたことを考えると、李朝の明を上国と崇める崇明の念の強さが窺い知れる。
一方、李朝前期には小中華思想における他者化の面も顕在化する。李朝は周辺諸国を文明化されてない夷狄と蔑み、通交する諸勢力を東の日本、南の三島倭（対馬、壱岐、松浦の日本人のこと）、西の琉球、北の野人（女真族の蔑称）と分類し、自身を小中華に見たてて「李朝の徳を慕って四夷は入朝」しているのだと解釈しようとした。これは明中心の冊封体制では同格であるはずの日本国王（室町幕府）や琉球王朝すら「徳を慕い服属した」とする極端な解釈で、現実にはこうした扱いを出来たわけではない。しかし周辺諸勢力を夷とみなそうとする志向は確実に存在し、李朝実録にも「北に野人の来朝する者あり、東に倭奴の通信する者あり。…皆我が類族にあらず、その心必ずや異ならん。」といった差別観念が表れている。李朝の元日の儀礼にはこうした小中華思想の二つの面が表れ、国王はまず冕服（明帝から下賜された国王の礼服）を着て望闕礼（明の皇居を遥拝する儀礼）を行った後、絳紗（赤いうすぎぬ）袍に着替えて倭人、野人などの朝賀を受けていた。
しかし実際には李朝は小中華として振舞えたわけではなく、新羅以降の伝統的朝鮮観の下に朝鮮を下国視していた日本から、日本の年号を使用していないことを以って国書の受理を拒絶される、対馬に1万7千の大軍を動員して攻め込み撃退される（応永の外寇）、あるいは女真族を冊封体制下に組み入れた明から李朝が女真族を藩属扱いしていることに譴責を受けるなど、その小中華的世界観の具現化は叶わなかった。
朝鮮燕行使の趙憲は、皇帝万暦帝より謁見を賜る栄誉を拝受し、中華（大明帝国）の一員（属国）として世界秩序に参画していることに感激し、三跪九叩頭しながら喜びの涙を流すまでになった。
李朝前期には小中華思想の持つ包容政策、つまり向化と教化も行われた。李朝初期は前期倭寇が活発に活動し、なかには朝鮮半島に居住する者も存在した。李朝は倭寇有力者に官位官職を与えて懐柔し、あるいは居住者に土地を与えて朝鮮人の中に分散して定住させ、同化させていった。1409年にはこうした向化倭人は2千人に達していた。女真族についても、咸鏡道、平安道を征服して国境を豆満江、鴨緑江まで押し上げ、五鎮を設置して国境内外の女真族の押さえとし、同時に国境外の女真族との交易場とした。また、国内に取り込んだ女真族を向化野人と呼び、朝鮮人の間に居住させ同化させた。こうした向化倭人、向化野人は外部の情報や、新たな技術をもたらすなど、軍事、外交、技術、医療など様々な面で活躍し、李朝の発展に大いに貢献した。一方、教化政策としては独自の朝貢体制による通交が主となり、通信使の派遣は限定されたものに止まった。李朝は農本主義を国策としていたため、国内で産出しない物資の入手を除けば本来交易は不要なものであったが、倭寇抑制政策の一環といった側面もあり、建国初期は積極的に通交者を受け入れていた。そのため日本国王使、琉球国王使、女真族に止まらず、西日本各地の諸勢力が通交することになる。
李朝初期には倭寇の襲来に悩まされていたことや、世宗や申叔舟のような現実主義的政治家の活躍もあり、小中華主義的政治観はあまり強く現れなかった。しかし前期倭寇の終息と国力の安定化によりしだいに国外への関心は薄れ、15世紀半ばを最後に朝鮮通信使の派遣が一旦途絶えることになる。同時に、初期の向化倭人、向化野人の同化も進み、新たな向化者も減少する。さらに日本各地からの室町幕府、西日本諸勢力、琉球王朝といった多様な通交者も対馬に一本化され、李朝に入る情報は対馬の情報操作を受けたものに限定されることになる。こうした結果、小中華主義的政治観、特に日本小国論の台頭を招くことになる。これは、李朝に訪れる日本国王使の低姿勢化、特に李朝国王を皇帝を指す「陛下」と呼ぶことすらあったこと、日本国王使が外交より交易に熱心であったこと、応仁の乱によって室町幕府の求心力の低下が伝えられたことの影響も受けたものである。今日では、こうした日本国王使は対馬から交易目的で遣わされた偽使であったことや、その偽使にしても皇帝を指す文字の使用は、対馬が明に通交出来るよう李朝にとりなしを頼む様な特別な願い事をする時に限られていたことが知られている。李朝もこうした事情は察していたが、日本小国論の修正には繋がらなかった。琉球国王使が通交しなくなった後、李朝と国交を持っていたのは明、日本、女真族に限定されていた。その中の女真族は建国初期から李朝の藩属として扱われていたため、残る日本を小国視することで李朝は当時の東アジアの政治情勢を、明を頂点とし李朝は小中華として日本及び女真族を夷狄として従えるとする、小中華的政治観の枠に当てはめて認識することになる。

#### 後期
16世紀末から17世紀半ばにかけて、李朝は文禄・慶長の役（壬申倭乱）、丁卯胡乱、丙子胡乱及び明清交代と立て続けに国難に晒され続けることになる。まず文禄・慶長の役では、それまで小国視していた日本に一時は国土の大半を占領されるまでの敗北を喫し、対日優越意識が打ち砕かれることになる。この敗北の衝撃は、1764年第11回の朝鮮通信使の一員であった元重挙が帰国後、日本側の戦勝意識と朝鮮側の敗北意識を払拭する「臥薪嘗胆」の意を込めて『和国志』に壬申倭乱戦勝論を展開するほど後々まで尾を引くことになる。こうした滅亡の危機を明の援軍に救われることで李朝は事大の意義を再認識し、「再造の恩」と呼んで崇明の念を新たにすることになる。たとえば、丙子の乱の際、後金を蛮夷だとして、最後まで主戦論を主張した洪翼漢は、「列聖相承，世藩職修，事大一心（先祖代々から中華の藩屏として仕え、強大な主君に一意専心仕えるのみ）」と述べている。一方、女真族の後金（後の清）が台頭すると、李朝はそれまで夷狄視し藩属扱いしてきた女真族に従い難く、丁卯胡乱、丙子胡乱と二度にわたり抵抗するが大敗を喫し、三田渡において国王自ら三跪九叩頭の礼をもって清へ臣従を申しでて、事大、事夷を強いられるはめに陥る。さらには明清交代によって、文化的にも政治的にも心の支えであった明の滅亡を経験する。
これら一連の動乱により、李朝の小中華的政治観は根底から覆されることになる。また文化的観点からも、崇拝の対象であった明が滅亡してしまい、一方、新たな中華帝国の支配者である清は李朝にとっては夷狄であり中華文明の後継者とは認め難く、小中華思想は文化の面でも見直しを迫られる。こうした中、「中原の中華文明は明と共に滅び中華文明の最優等生である朝鮮こそが正統な中華文明の継承者でなければならない」として、李朝は自身を残された唯一の中華文明の後継者と認識するようになる。このため紀年法として明の最後の元号である崇禎による崇禎紀元を作った。この17世紀の中華思想については、崇明の念を元にした小中華思想であると捉える説と、自身を唯一の華であるとした朝鮮中華思想であるとする説、両論存在する。この新たな小中華観では、李朝のみが唯一の華となり、当時李朝と国交をもっていた日本と清を文化的に強く差別化してしまい、両者からの文化、技術の流入を拒絶し、文化的鎖国状態に嵌り込むことになる。一方、同化すべき対象を失い外部からの文化の流入を拒絶したこの時期、独自文化の発展が見られるようになる。李朝後期に活発だった国学研究と風俗画、珍景山水画などはこの文化的鎖国の時期に発展したものである。また、この時期の小中華思想は、一連の動乱の後の国土が荒廃し国家の威信が失墜した中、民族的自尊心を高め復興へ向かわせる役割を果たした。しかし一方で、文化的鎖国により社会的停滞を迎え、技術の面でも日本や清に立ち後れることになる。
18世紀後半になると、こうした状態を打破し伝統的中華思想から脱却しようとする動きが興る。つまり北学と西学の台頭である。北学とは、清から文物を学ぶことを指し、西学とは清を通じて西洋文明を学ぶことを指している。両者とも清を夷狄視する17世紀の小中華観から抜け出したものであり、中でも西学においては、地球球体説により伝統的天円地方説（世界は中華を中心に方形の大地が広がっているとする地理的世界観）を打破し、また中華皇帝に従わないヨーロッパの王や皇帝の存在の発見を通じて政治的小中華観から脱却した。こうした動きにより、伝統的地理観、政治観が克服され、文化的優越主義の点においても中華が相対化され、崇明慕華に表れた中華を至上とする観点から脱却することになる。この結果、小中華思想から崇拝すべき大中華が抜け落ち、儒教文明化した朝鮮のみが唯一の華だとする朝鮮中華思想へと変貌を遂げることになる。これは儒教を唯一の文化とする儒教文化至上主義からの脱却までは至らず、逆に文化的至上主義の側面は強調されることになる。一方で、儒教文化至上主義の観点から観念的な民族的夷狄観から脱却し「元は夷狄とされた者でも、儒教を身に付けた者はもはや夷狄ではない」とする考えも浸透していくことになる。こうした流れの中、清に対する夷狄観が薄れることで政治的には北伐論が衰退し清を積極的に宗主国と認め、文化的にも清支配下の中国は「夷狄の中の中華」であり学ぶべきものがあると位置づけ、文物の輸入が図られるようになる。また日本に対しても、それまでの一方的な教化の姿勢から、文化交流を通じて日本の優れた点も取り入れてようとする姿勢へ転じていくことになる。
この朝鮮中華思想は日韓併合により李朝が滅亡するまで李朝知識人の支配理念であり続け、開国期の欧米を「洋夷」日本を「倭夷」とする鎖国攘夷の思想（衛正斥邪）へと連なり、朝鮮における近代的民族主義形成の基礎となる。
朝鮮の小中華思想は欧州諸国の第3のローマ思想と似ているという評価を受ける。実際に朝鮮政府は、ドイツ、オーストリアのローマ帝国を継承したことを、朝鮮の小中華思想と同一視して中和を継承して、朝鮮が北東アジアの中心の皇帝国がなければならないと主張した。

## 小中華（小華）の理念
- 小華（小中華）とは明から冊封を受けていた『朝鮮（李氏朝鮮）』が、天朝と呼んでいた明王朝の『中華』に対し、自らを支の国として『小華』を自称したことに始まる[16]。
- 司馬遼太郎は著書『この国のかたち』の中で、朝鮮王朝は「中国に在（いま）す皇帝をもって本家とし、朝鮮王家は分家であるという礼をとった。地理的には蕃（蛮地）であっても、思想的には儒教であるため、大いなる華の一部をなすという考え方による」と記す[16]。さらに「李氏朝鮮では中国（明）のことを『天朝』と呼んで尊んだ。中華皇帝が天命によって地上を支配する唯一人であるがために、支の国としてそうよぶのが『礼』であった」と説明している[16]。
- さらに司馬遼太郎は同書の中で、「近代以前、華（中国）を中心に「冊封」という国際秩序があり、李氏朝鮮は明から冊封をうけていた。たとえば朝鮮の太祖である李成桂（1335～1408）は、1392年7月に王位につくと、同年11月に明に使いを出して国号の『朝鮮』を選んで貰った行為など（もう1つに『和寧』案があった）は、典型的な『冊封』の形とされる」であると説明する[16]。さらに「朝鮮では明の年号を使用するとともに、両国は儒教という思想を共有し、祭典もまた朝鮮は明の礼制に合わせた。朝鮮固有のシャーマニズムを淫祠とし、また廃仏毀釈を行って、儒教の優位性を高め、観念の上では中国以上の儒教国家となった」とし、「やがて本流である中国の「中華」に対し、支の国として『小華（小中華）』と称するようになる」と同書の中で述べる。そして「小華である以上、その徳に服する蛮（蕃）が必要となる。このため他の国々（日本や琉球や満州の一部など）が（思想的に）それらに当て嵌められた」と関係性を述べ、「この理（空論）によって日本は蕃国（野蛮国）とされた。ただ朝鮮という華に朝貢してこないのは、日本がそれだけ無知だったという形式論になった」と説明する[16]。
- さらに司馬遼太郎は著書『韓のくに紀行』の中で、「儒教というものは、日本にあっては紙で木版画印刷された書物というかたちをとりつづけてきたが、中国ではもっとおそるべきものである」と記す。それは「漢以来、（儒教が）統治の原理であり、多分に体制そのものであり、これを統治させるものからいえば人間関係の唯一の原則で、人間であるかぎりこれ以外の習俗はない」と儒教思想とその体制のありようを説明する。そして「李朝五百年間、中国的儒教体制の模範生であった朝鮮は、中国の歴代王朝から、『東方儀礼ノ国』とほめられつづけたように、習俗として礼教を重んじつづけてきた。むろんそれは形式主義であってもかわまない。むしろ形式主義こそ国家と人間の秩序にもっとも大切な物だというのが、儒教的な思考法である」と書き述べている[17]。
- また朝鮮の礼について司馬遼太郎は著書『この国のかたち』のなかで、朝鮮は「華の国である明にたいして、『事大』の礼をとり、明を天朝と呼んだ。事大とは大に事（つか）えるということで、後にその語感のわるさが民族的自尊心をわるく刺激したが、当時は事大こそが礼教に適うとされた[16]」とする。『事大』の典拠について、司馬遼太郎は「孟子に、小国は大国に事（つか）えるほうがいい（小ヲ以テ大ニ事エル者ハ天ヲ畏ルル者ナリ）」をあげている[16]。
- さらに司馬遼太郎は同書の中で「朝鮮王朝（李氏朝鮮）が儒教を国教とするの14世紀末のことで、16世紀には李退渓が現れ、朝鮮朱子学が確立された」「朝鮮は『東方儀礼ノ国』などと言われたが、この儀礼とは儒教イデオロギーをさす」と記している[16]。

### 小中華（小華）としての振る舞い
- 儒教の礼が意味する例として、司馬遼太郎は著書『この国のかたち』の中で、「朝鮮儒教は華夷の差をたてることに敏感だった。『小華』である以上、その徳にすいふくする『蛮』（蕃）をもたねばならない」とし「このため、（儒教）思想的に日本が蕃（野蛮）に当て嵌められた」と、小華（中華）のありようを記している。その例の１つとして「李朝では、日本のことを、ほとんど正称のように『倭夷』と呼ぶようになった。それが朝鮮儒教での礼というものであった。礼とはお行儀のことではない」と説明する[16]。以下は儒教（中華）における礼がどういうものか、朝鮮（小華）の理屈（空論）によって、日本が蕃国（野蛮国）として扱われてきた歴史的な一例である[17]。
- 『海遊録』(1719年)によると、対馬の城下の厳原に、申維翰（しんいかん）一行が着いたとき、対馬藩の通訳が対馬藩主に謁見させようとすると、申維翰は「この島は朝鮮の一州県に過ぎない」「対馬の島主は、わが国の藩臣（辺境の臣）である」とし、なぜ一地方官にこちらから出向いて挨拶しなければならないのかと不満を述べたとある[16]。さらに申維翰の文中では、不特定の日本人をさすとき、「群衆と呼ばず『群倭』と呼び、対馬の警備人を『禁徒倭』、さまざまな人々を『諸倭』と言う。くどいほどに差を明らかにしている」[16]。
- （実際の対馬藩は徳川幕府時代にあって10万石格の大名にしてその臣であり、それ以前の豊臣秀吉時代の唐入り（文禄の役）では第一陣の小西行長らに加わっている）
- （実際の『倭』の語源は説文解字に記されている「順ナルカタチ。人二シタガフ。委声」であり、「よく順（したが）う」の意から「純朴な人・純粋な人」を意味するが、儒教的な蔑視と空論、または発言者の無知から、『倭』は同音異語の文字『矮』（矢編は弓を連想させ、弦が引かれて曲がっているイメージがある）と混同され、主にチビを意味する蔑称として使われている[17]。
- （『倭』は「人」（人偏）と「委」（ゆだねる）からなる文字であり（例：「委員会、委託、委任」など）、たとえば三国時代を含めて幾度か国名に用いられてきた『魏』は、この「委」と死者を意味する「鬼」から成り立っており、本来の「倭」の文字に悪い意味はない。）
- また申維翰について、彼は後に科挙に合格するが、庶子であるため身分が低く、朝鮮通信使でも大使ではなく製述官(記録者)であった[18][16]。司馬遼太郎はドナルド・キーンとの対談の中では、申維翰自身は「朝鮮王から派遣された１人なので、対馬の殿様なんてものは自分より下だと思っている」と述べている[18]。また司馬遼太郎は著書『この国のかたち』の中では、この典型的な儒教的価値観をもった申維翰について、「小中華という架空の真実のなかで生きる儒教の徒の申維翰は、日本人に対し、『人』という文字をつかわないのである。人とは文明人のことで、申維翰的定義では、中華と小中華の場合のみつかわれるのに違いない」と書き述べ[16]、さらに「申維翰の用法は、倭とは人間の形をとっているものの内容は野蛮人であるという意である。もし申維翰が、中国の北東の蒙古に使いしたとすれば群狄（ぐんてき）、禁徒狄、諸狄と書くはずで、ようするに人でない」と捕捉している[16]。
- その後も申維翰は、江戸時代の沸騰した商品経済や、庶民を含めた識字率の高さ、商売での公の精神などには目もくれず、華夷の差別感だけで日本を見たとされ[16]、しきりに「笑うべし」という問投句を入れつつ[16]、さらに中国古典にあった『士農工商』という言葉さえ使わず、『国に四民あり、曰く兵農工商』と言った[16][17]。このことについて司馬遼太郎は『この国のかたち』の中で、儒教文明にあって『兵』は卑しいものとされ、たとえば中国の俗諺に「良い鉄は釘にならない。良い人間は兵にならない」とあるように、兵とはあぶれ者ややくざ者が王朝の徴に応じて兵になるものとされ、読書階級の士である申維翰は、『士』という言葉を日本人に使うことを惜しんだとしている[17]。
- 明治維新成立の前年、これまで2世紀に渡って朝鮮王朝と外交関係のあった徳川家の当主である徳川慶喜から、政権を朝廷に返した旨を対馬藩を介して通告したが、朝鮮宮廷は無視した[16]。
- 明治維新後すぐ（9月と11月）、明治政府は対馬藩を通じて、日本で政権の交代が起こった事と友好関係を求める趣旨の書を送るが、朝鮮側は釜山にある対馬藩の倭館に書簡を送り返してきた[16][17]。
- 対馬藩はその後、明治新政府に対韓外交の役目を辞めさせてくれと哀願し、受理される[17]。その請願状の中には、「自分の藩の財政は従来窮迫しておりましたために、たいていは韓土に依って生養を遂げてきました（朝鮮と対馬の貿易をさす）。ですから操縦の権はつねに彼にあり、ややもすれば愚弄軽侮をうけ、その術中におち入るおそれも多く、そういうわけで適任ではございませぬ」とある[17]。
- 明治3年（1870年）2月、明治政府の外務関係の使者3人が釜山の倭館に行き、日本側が維新成立の事情を告げ、善隣の方針を伝えたが、地方官2名が応対しただけで、ソウル（朝鮮朝廷）は相手にせず、滞留して１年半も待たされた末、ついに得た返答は、返答の無期限延期であった[17][16]。
- 明治6年（1873年）5月、突然、朝鮮は倭館に出入りする朝鮮人に向けての貼り紙（門壁の訓令文）により、「其ノ形ヲ変ジ、俗ヲ易（かえ）ユ。此即（これすなわち）、日本ノ人ト謂（い）フ可（べ）カラズ。…無法ノ国ト謂フ可シ」「洋服を着はじめたのはけしからん」とし、維新成立を告げた前記の明治政府側の文書（明治3年（1870年）2月）のなかで使われていた『皇室』『皇祖』『皇上』といった用語の使用について、告示文は目をむいて咎め、さらに倭館への韓民の出入りまで禁止した[16][17]。
- （明治政府による政権交代の通達と親善を求めた文章は『本邦（日本）、頃（このごろ）、時勢一変、政権一（いつ）二、皇室二帰ス。貴国トノ隣誼（りんぎ）、固（もとより）厚シ』であり、その内容自体には問題はない[16]。）
- この朝鮮側の対応について司馬遼太郎は著書2つの中で、天皇の『皇』の文字は中国の皇帝と同格であり、王の地位であった朝鮮（李氏朝鮮）としては、小中華的（儒教的）に蕃（蛮）として蔑視してきた日本が『皇』の文字を使用することは、（儒教思想と感情的に）許し難い事であったこと、そして今さら『皇』の文字を問題にするほど朝鮮が日本の文献を読まないできたことを指摘している[16][17]。この他にもこうした朝鮮側の対応の理由として、司馬遼太郎は『この国のかたち（一）』の中で、「朝鮮にとって尊王の王は（思弁的な屈折はありつつも）清国皇帝のみをさすのである。日本の場合は、当時の朝鮮からみれば物知らずにも自国の天皇をさしている。日本には礼教という秩序感覚がない」として、『礼教』（儒教的体制と思想）の枠から外れている日本に対する、朝鮮側の不快と不安の現れを説明している。さらに司馬遼太郎は同書の中で「礼教がないぶんだけ野蛮だということである。野蛮とはルールがないことをさし、何をしでかすかわからない、ということである」と、儒教的価値観でしか物事を考えられないでいた朝鮮側の心境を書き述べている[16]。
- （さらに司馬遼太郎は、このような朝鮮側の態度について、明治初年の日本政府が、朝鮮の頑迷さを「自尊自大、百世の古籍を敲（たた）き、宇宙の字体を解せず」とあらわしたことを書き述べている[16]。）
- （現在でもこうした儒教的（小華的）な序列と選民的思想は色濃く、たとえば朝鮮半島国内のニュース記事でも『天皇』を『日王』と表記していることが、ネット検索で容易に確認できる。）
- こうした儒教的な考え方や対応について、司馬遼太郎は、『礼は国の幹なり』（春秋左氏伝）というように、礼が人倫の秩序を守るための基本であり、秩序を現代風に言えば、上下の差別を重んじ、自他の差を服装や礼儀で装飾化することであった。差別が国の幹なのである」と説明している[16]。
- 宮脇淳子は、「初めて朝鮮半島の人々に民族意識が芽生えたのは、彼らは認めたくないとしても、1910年の日韓併合以降です。日本文化が急激に入ってくることで日本人との違いを知り、自分たちのアイデンティティが生まれました。それまで彼らはずっと、シナを仰ぎ見る事大主義、小中華主義の中で、何の疑いもなくシナ文明の範疇のもとで生きてきました。異分子である日本という鏡を得て、初めて『朝鮮民族』が生まれたのです。筑波大大学院教授・古田博司は、さらに韓国が『島化』したことを指摘しています。日韓併合でシナからもぎ取られていきなり近代に放り込まれ、日本の敗戦後は38度線で分断されて島になった。その島では、中国の属国だったという記憶が風化して民族主義が台頭しますが、もともとシナと一体化していた地域が、急に国民国家になろうと思ったら歴史を改竄するしか方法がない。もともと自律性があって自分たち独自の文化に正統性があるというようなウソをつくり上げるしかないとおっしゃっています。その意味では、今、韓国は歴史ドラマという手段で、新たな建国神話をつくり上げている最中だといえるのかもしれません」と指摘している[19]。

## 華と礼の虚構
- 司馬遼太郎は著書『この国のかたち』の中で、「実は華も礼も虚礼に過ぎない」と書き記している。その例の一つとして、「李氏朝鮮の場合、社会の底にいる聡明な小児をえらび、男根を断って宦官にし、宮廷で秀才教育を施した。明の宮廷への工作のためだった。ありようは、朝鮮国王から『天朝』に美姫を献ずるとき、お付きとしてその宦官をも贈り、入り込ませるのである。その宦官は学才があるため、当然ながら明の宮中で出世をする。明のほうもよく心得ていて、朝鮮国王の代がかわるとき、冊封のための勅使としてその朝鮮系宦官をその母国に派遣するのである。ブラックユーモアといっていい。天朝の勅使になったその朝鮮系宦官は道中、ほしいままな気儘をはたらき、賄賂をふところにいれつづけ、ついに母国の王城にいたる。朝鮮国王は城門のそとでその宦官に拝跪するのである。壮大な虚構ではないか」と記す[16]。
- この他にも司馬遼太郎は同書の中で、「清の世になると、朝鮮は（オランケと蔑視していた女真族・満州人の）清朝に対して前代の明朝と同様、これを、『天朝』ととなえ、清国皇帝に手厚く事えた」としながらも、「内々においては清朝をもって夷狄とののしり、また女真風に辮髪させられている中国人民についてはこれを『犬羊』であるとした」と記す。そして「このような腸捻転（ねんてん）にも似た思想的閉塞は朱子学という思弁哲学の惨禍であったともいえる」と書き述べている[16]。

## 夷狄から小中華へ
日本では、朝鮮の中華思想を「小中華」というが、それは中国の大中華との対比でそう呼んでいる史料用語に基づく。しかし、韓国では、「小」の字を避けて「朝鮮中華」と呼ぶ人もいる。朝鮮は、中国を中心とした華夷秩序に照らせば、東方の夷狄、つまり東夷となる。本来夷狄である朝鮮が中華になれるのかという根本的な疑問は、両班にとっては解決しておかなければならない問題だった。李氏朝鮮の言論人である張志淵は、四夷のなかで、東夷以外は、漢字表記のなかに「虫」や「犬」に相当する文字が入っているが、東夷（＝朝鮮民族）には「虫」や「犬」などの文字が入っておらず、「弓の人」であり、中華の周辺民族とは違い、その独自性・優秀性（＝「其性仁善」）を強調している。
唐の文人である韓愈は、中華と夷狄の区別は、居住地や民族に必ずしも関わりなく、中華文明に浴しているか否かが重要と主張しており、出自が東夷の朝鮮の両班は、この主張に強く共感した。
李氏朝鮮の儒学者である宋時烈は、朱子学の興隆によって、朝鮮も中華になり得る、否、実は既に中華になっているのだという誇り高い発言をおこなっている。
両班は中華の人、つまり普遍的な価値の体現者として、中華文明に必ずしも浴しているとはいえない庶民に対して優位に立ち、その権威を高めることができた。したがって両班は、自国を更に理想の中華に近づけるため、自身の存在価値をかけて努力した。とくに清が中国支配を安定させて、朝鮮が唯一の中華になって以降は、その努力は徹底さを加え、宗族制度をはじめとして、場合によっては中国以上に理念に忠実な儒教的伝統が確立していった。